# Salmo 84

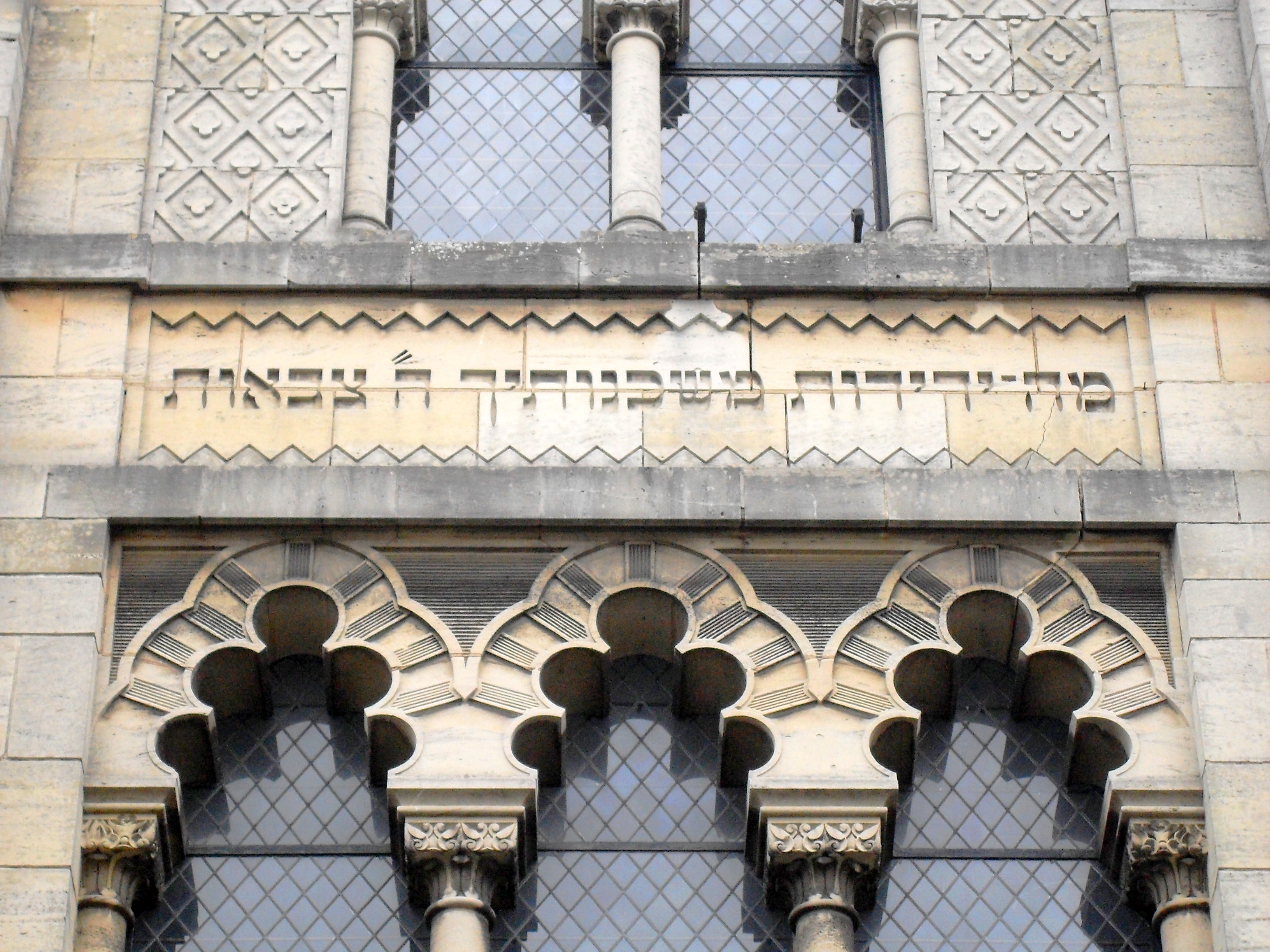
Il primo versetto del salmo sulla facciata di una sinagoga a Chalons-sur-Marne.

Il salmo 84 (83 secondo la numerazione greca) costituisce l'ottantaquattresimo capitolo del Libro dei salmi.
È tradizionalmente attribuito ai figli di Core. È utilizzato dalla Chiesa cattolica nella liturgia delle ore.